# Karl Renner
Karl Renner (n. 14 decembrie 1870, Dolní Dunajovice⁠(d), Moravia de Sud⁠(d), Cehia – d. 31 decembrie 1950, Viena, Zonele aliate de ocupație din Austria) a fost un om politic austriac, care a îndeplinit funcțiile de cancelar federal (1918-1919, 1945) și de președinte al Austriei (1945-1950).

## Legături externe
Materiale media legate de Karl Renner la Wikimedia Commons
- Opere de sau despre Karl Renner la Internet Archive
- Karl Renner la Find a Grave